# Стейтем, Джейсон
Дже́йсон Сте́йтем (также распространены написания «Стэйтем», «Стэтхэм» и «Стэтем»; англ. Jason Statham, МФА [ˈʤeɪsən ˈsteɪθəm]; род. 26 июля 1967, Шайрбрук, Великобритания) — британский актёр, известный по фильмам режиссёра Гая Ричи («Карты, деньги, два ствола», «Большой куш», «Револьвер», «Гнев человеческий», «Операция «Фортуна»: Искусство побеждать»), дилогии «Адреналин» («Адреналин», «Адреналин 2: Высокое напряжение»), а также таким киносериям, как «Перевозчик», «Неудержимые» и «Форсаж».

## Ранние годы
Джейсон Стейтем родился 26 июля 1967 года в Шайрбруке, графство Дербишир. Он был вторым сыном в семье лаунж-певца и портнихи, ставшей танцовщицей. Позже переехал в Грейт-Ярмут, графство Норфолк, и рос, овладевая искусством уличного театра. Он также играл в футбол в местной средней школе (1978—1983), но его настоящей страстью были прыжки в воду. На протяжении 12 лет Стейтем входил в состав национальной сборной Великобритании по прыжкам в воду. В одном из интервью Стейтем отметил, что спорт был его хобби, а деньги приходилось зарабатывать, торгуя на улице парфюмерией и украшениями.
Его отец был боксёром и гимнастом и обучал этому Джейсона, он любил боевые искусства и часто использовал сына как «грушу». Стейтем является специалистом в области боевых искусств и вместе с Гаем Ричи занимается бразильским джиу-джитсу.

## Карьера
В конце девяностых один рекламный агент, работающий, главным образом, со спортсменами, пригласил Стейтема принять участие в рекламной кампании Tommy Hilfiger. Так Стейтем снялся в рекламе джинсов, стал рекламным лицом бренда, с чего и началась его модельная карьера.
Через некоторое время владелец фирмы, которую рекламировал Джейсон Стейтем, стал основным продюсером дебютной картины Гая Ричи «Карты, деньги, два ствола» (1998) и предложил режиссёру кандидатуру Стейтема на одну из ролей в фильме. Режиссёр был заинтригован опытом уличной торговли Стейтема и впечатлён его модельной работой. Он пригласил Стейтема на пробы и в качестве этюда предложил изобразить уличного торговца и убедить его купить гарнитур поддельных золотых драгоценностей. «Гаю был нужен подлинный персонаж, — рассказывал об этом случае Стейтем. — И это был я, потому что таким вещам не учат в драматической школе». Стейтему удалось продать Гаю Ричи ничего не стоящий товар, а когда тот попытался вернуть его, Стейтем проявил такую грациозную непреклонность, что Ричи немедленно взял его на роль.

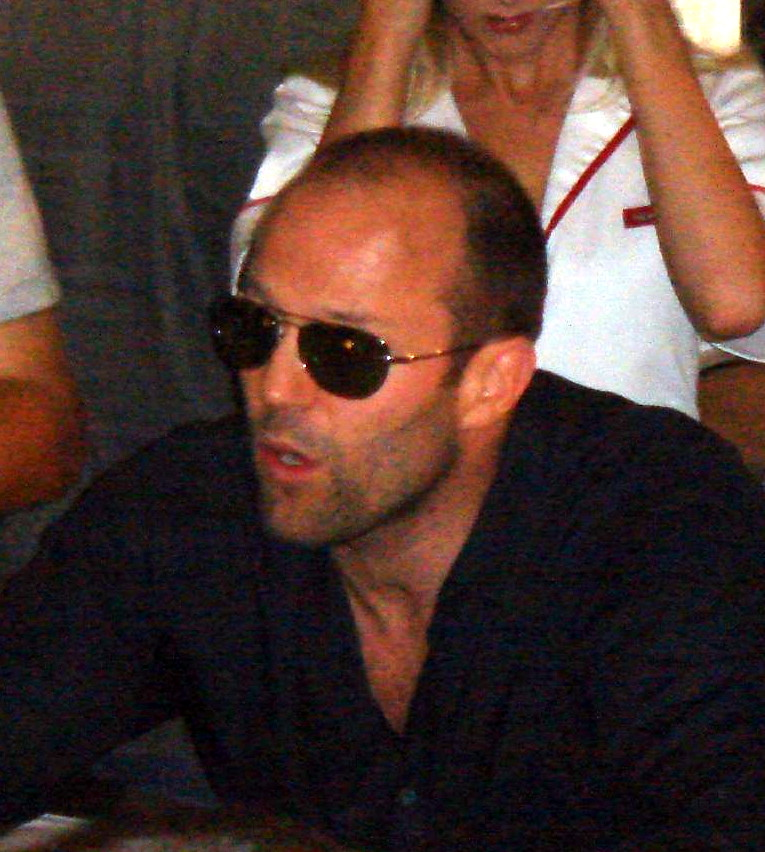
Джейсон Стейтем в 2006 году

В следующей криминальной комедии Ричи «Большой куш» (2000) Стейтем сыграл организатора подпольных боксёрских боёв. Вначале персонаж Стейтема задумывался как второстепенный в ансамбле Брэда Питта, Раде Шербеджии и Денниса Фарины, но в ходе съёмок роль стала больше, и к выходу фильма в прокат Стейтем занял в сюжете место главного рассказчика.
В 2000-е годы Стейтем совершил прорыв. В 2000 году он дебютировал в американском кино, исполнив роль английского торговца наркотиками в фильме «Сделай погромче» (2000), затем получил роль в фантастическом триллере Джона Карпентера «Призраки Марса» (2001), присоединился к Джету Ли в фантастической ленте «Противостояние» (2001) и принял участие в съёмках картины «Ограбление по-итальянски» (2003). Фильмом, который сделал Стейтема звездой, стал «Перевозчик» (2002). Гонорар актёра приблизился к миллиону долларов, а продолжение, снятое тремя годами позже, принесло ещё большие кассовые сборы, чем оригинал.
В период с 2004 по 2008 год Стейтема появился в фильмах «Револьвер», «Адреналин», «Ограбление на Бейкер-стрит», «Смертельная гонка» и «Перевозчик 3». В 2009 году вышел сиквел «Адреналина». Амплуа сильного, непобедимого героя закрепилось за актёром.
За первую половину 2010-х годов он снялся в трилогии «Неудержимые», а также фильмах «Механик», «Профессионал», «Защитник» и «Паркер». Кроме того, в 2013 Стейтем присоединился к актерскому составу боевика «Форсаж 6». Вскоре актёр сыграл злодея в седьмой части культовой франшизы, а также исполнил одну из главных ролей в комедии «Шпион» с Мелиссой Маккарти.
В период с 2016 по 2019 годы снимался в фильмах «Механик: Воскрешение», «Форсаж 8», «Мег: Монстр глубины» и «Форсаж: Хоббс и Шоу».
В конце апреля 2021 года вышел новый фильм Гая Ричи «Гнев человеческий» с Джейсоном Стейтемом в главной роли. Картина повествует о таинственном Эйче, работающем в инкассаторской фирме.

## Личная жизнь
Около семи лет Стейтем встречался с английской моделью и актрисой Келли Брук (до 2004), пока та не познакомилась с актёром Билли Зейном на съёмках фильма. Позже Стейтем встретил певицу Софи Монк, но и с ней вскоре разошёлся. 10 января 2016 года объявил о помолвке с моделью Роузи Хантингтон-Уайтли. В феврале 2017 года стало известно, что пара ожидает первенца. У них двое детей — сын Джек Оскар Стейтем (род. 24 июня 2017) и дочь Изабелла Джеймс Стейтем (род. 2 февраля 2022).

## Фильмография
| Год  |     | Русское название                                          | Оригинальное название                         | Роль                                |
| ---- | --- | --------------------------------------------------------- | --------------------------------------------- | ----------------------------------- |
| 1998 | ф   | Карты, деньги, два ствола                                 | Lock, Stock and Two Smoking Barrels           | Бекон                               |
| 2000 | ф   | Большой куш                                               | Snatch                                        | Турок                               |
| 2000 | ф   | Сделай погромче                                           | Turn It Up                                    | мистер Би                           |
| 2001 | ф   | Призраки Марса                                            | Ghosts of Mars                                | сержант Джерико Батлер              |
| 2001 | ф   | Противостояние                                            | The One                                       | Эван Фунш                           |
| 2001 | ф   | Костолом                                                  | Mean Machine                                  | Монах                               |
| 2002 | ф   | Перевозчик                                                | The Transporter                               | Фрэнк Мартин                        |
| 2002 | ки  |                                                           | Red Faction II                                | Мандрил Шрайк                       |
| 2003 | ф   | Ограбление по-итальянски                                  | The Italian Job                               | Ходок Роб                           |
| 2003 | ки  |                                                           | Call of Duty                                  | сержант Уотерс                      |
| 2004 | ф   | Соучастник                                                | Collateral                                    | связной в аэропорту (камео)         |
| 2004 | ф   | Сотовый                                                   | Cellular                                      | Итан Грир                           |
| 2005 | ф   | Перевозчик 2                                              | The Transporter 2                             | Фрэнк Мартин                        |
| 2005 | ф   | Лондон                                                    | London                                        | Бэйтмен                             |
| 2005 | ф   | Револьвер                                                 | Revolver                                      | Джейк Грин                          |
| 2005 | ф   | Хаос                                                      | Chaos                                         | Квентин Коннерс                     |
| 2006 | ф   | Розовая пантера                                           | The Pink Panther                              | Ив Глюан                            |
| 2006 | ф   | Адреналин                                                 | Crank                                         | Чев Челиос                          |
| 2007 | ф   | Во имя короля: История осады подземелья                   | In the Name of the King: A Dungeon Siege Tale | Кемдан Конрейд                      |
| 2007 | ф   | Война                                                     | War                                           | Джон Кроуфорд                       |
| 2008 | ф   | Ограбление на Бейкер-стрит                                | The Bank Job                                  | Терри Лезер                         |
| 2008 | ф   | Смертельная гонка                                         | Death Race                                    | Дженсен Эймс                        |
| 2008 | док | Вся правда о 24-часовой гонке                             | Truth in 24                                   | рассказчик                          |
| 2008 | ф   | Перевозчик 3                                              | Transporter 3                                 | Фрэнк Мартин                        |
| 2009 | ф   | Адреналин 2: Высокое напряжение                           | Crank: High Voltage                           | Чев Челиос                          |
| 2010 | ф   | Тринадцать                                                | 13                                            | Джаспер                             |
| 2010 | ф   | Неудержимые                                               | The Expendables                               | Ли Кристмас                         |
| 2011 | ф   | Механик                                                   | The Mechanic                                  | Артур Бишоп                         |
| 2011 | мф  | Гномео и Джульетта                                        | Gnomeo and Juliet                             | Тибальт                             |
| 2011 | ф   | Без компромиссов                                          | Blitz                                         | Том Брант                           |
| 2011 | ф   | Профессионал                                              | Killer Elite                                  | Дэнни Брайс                         |
| 2012 | док | Вся правда о 24-часовой гонке II: Каждая секунда на счету | Truth in 24 II: Every Second Counts           | рассказчик                          |
| 2012 | ф   | Защитник                                                  | Safe                                          | Люк Райт                            |
| 2012 | ф   | Неудержимые 2                                             | The Expendables 2                             | Ли Кристмас                         |
| 2013 | ф   | Паркер                                                    | Parker                                        | Паркер                              |
| 2013 | ф   | Эффект колибри                                            | Hummingbird                                   | Джозеф «Джоуи» Смит                 |
| 2013 | ф   | Форсаж 6                                                  | Fast & Furious 6                              | Деккард Шоу (камео)                 |
| 2013 | ф   | Последний рубеж                                           | Homefront                                     | Фил Брокер                          |
| 2014 | ф   | Неудержимые 3                                             | The Expendables 3                             | Ли Кристмас                         |
| 2015 | ф   | Шальная карта                                             | Wild Card                                     | Ник Уайлд                           |
| 2015 | ф   | Шпион                                                     | Spy                                           | Рик Форд                            |
| 2015 | ф   | Форсаж 7                                                  | Furious 7                                     | Деккард Шоу                         |
| 2015 | ки  |                                                           | Sniper X with Jason Statham                   | лидер команды                       |
| 2016 | ф   | Механик: Воскрешение                                      | Mechanic: Resurrection                        | Артур Бишоп                         |
| 2017 | ф   | Форсаж 8                                                  | The Fate of the Furious                       | Деккард Шоу                         |
| 2018 | ф   | Мег: Монстр глубины                                       | The Meg                                       | Джонас Тейлор                       |
| 2019 | ф   | Форсаж: Хоббс и Шоу                                       | Hobbs & Shaw                                  | Деккард Шоу                         |
| 2021 | ф   | Гнев человеческий                                         | Wrath of Man                                  | Патрик «Эйч» Хилл / Мэйсон Харгривз |
| 2021 | ф   | Форсаж 9                                                  | F9                                            | Деккард Шоу (камео)                 |
| 2023 | ф   | Операция «Фортуна»: Искусство побеждать                   | Operation Fortune: Ruse de Guerre             | Орсон Форчун                        |
| 2023 | ф   | Форсаж 10                                                 | Fast X                                        | Деккард Шоу                         |
| 2023 | ф   | Мег 2: Бездна                                             | Meg 2: The Trench                             | Джонас Тейлор                       |
| 2023 | ф   | Неудержимые 4                                             | Expend4bles                                   | Ли Кристмас                         |
| 2024 | ф   | Пчеловод                                                  | The Beekeeper                                 | Адам Клей                           |
| 2025 | ф   | Мастер                                                    | A Working Man                                 | Левон Кейд                          |
| 2026 | ф   | Мятеж                                                     | Mutiny                                        | Коул Рид                            |
| 2026 | ф   | Будущий фильм Рика Романа Во                              | Оригинальное название неизвестно              | Мэйсон                              |
| 2027 | ф   | Форсаж 11                                                 | Fast X: Part 2                                | Деккард Шоу                         |
| 2027 | ф   | Пчеловод 2                                                | The Beekeeper 2                               | Адам Клей                           |

### Продюсер
| Год  | Фильм                                   | Участие                 |
| ---- | --------------------------------------- | ----------------------- |
| 2019 | Форсаж: Хоббс и Шоу                     | Продюсер                |
| 2023 | Операция «Фортуна»: Искусство побеждать | Продюсер                |
| 2023 | Мег 2: Бездна                           | Исполнительный продюсер |
| 2023 | Неудержимые 4                           | Продюсер                |
| 2024 | Пчеловод                                | Продюсер                |
| 2025 | Мастер                                  | Продюсер                |
| 2026 | Мятеж                                   | Продюсер                |

### Музыкальные видео
| Год  | Исполнитель         | Название                   | Примечания |
| ---- | ------------------- | -------------------------- | ---------- |
| 1993 | The Shamen          | Comin' On                  | [ 23 ]     |
| 1994 | Erasure             | Run to the Sun             | [ 24 ]     |
| 1995 | The Beautiful South | Dream a Little Dream of Me | [ 25 ]     |
| 1997 | Yello               | To the Sea                 | [ 26 ]     |
| 2014 | Кельвин Харрис      | Summer                     | [ 27 ]     |